# Ітякескус (Гельсінкі)
Ітякескус (фін. Itäkeskus, швед. Östra centrum) — квартал району Вартіокюля у Східному Гельсінкі, Фінляндія. Виокремлено з Пуотінхар'ю в 1996.
У кварталі діє станція Гельсінського метро «Ітякескус» та автостанція і розташований один з найбільших торгових центрів Фінляндії «Ітіс» побудований в 1980-х.